# مارتلا
مارتلا (انگلیسی: Martela) شرکت لوازم خانگی فنلاندی است، که در سال ۱۹۴۵ تأسیس شد.